# Динджень (Румунія)
Динджень, Динджені (рум. Dângeni) — село у повіті Ботошані в Румунії. Входить до складу комуни Динджень.
Село розташоване на відстані 385 км на північ від Бухареста, 25 км на північний схід від Ботошань, 90 км на північний захід від Ясс.

## Населення
За даними перепису населення 2002 року у селі проживали 829 осіб, усі — румуни. Усі жителі села рідною мовою назвали румунську.